# Gene Wilder
Gene Wilder (Milwaukee, Wisconsin, 11 de juny de 1933 - Stamford, Connecticut, 29 d'agost de 2016) fou un actor de comèdia estatunidenc. Fou nominat a l'Oscar dues vegades. El seu nom real era Jerome Silberman. Encrespades grenyes arrissades, penetrants ulls blaus, cara expressiva, l'original Willy Wonka; còmic famós pels seus personatges juganers;  productor, director i guionista.
Fill d'una família d'immigrants jueus russos, Wilder estudià interpretació en la Universitat d'Iowa, on es graduà el 1955, i després serví a l'exèrcit dels Estats Units des de 1956 al 1958. Allí serviria com a tècnic d'emergències hospitalàries al Departament de Psiquiatria i Neurologia a l'Hospital de Phoenixville, Pennsilvània.

## Vida artística
De tornada als Estats Units, Wilder es posà a treballar en el teatre, a més de ser conductor de limusines i de ser mestre d'esgrima.
Gene Wilder es convertí en actor de la pantalla gran gràcies a la seva perfecta actuació en una escena de Bonnie i Clyde (1967). En una producció de Broadway, Mother Courage and Her Children (1963), va conèixer a Anne Bancroft, que en aquella època sortia amb Mel Brooks (es casaren el 1964). Entre tots dos homes es creà una complicitat immediata, i l'amistat feu que Wilder es convertís en part de l'«inventari» de la companyia d'en Brooks.
El debut en la pantalla gran de Wilder seria amb Bonnie i Clyde, d'Arthur Penn. Wilder, en contra de les previsions, aconseguí fer-se ell sol un lloc en el cinema mercès a l'exhibició com l'erràtic contable Leo Bloom, en el primer terç de la comèdia de Brooks The Producers (1968). Fou nominat a l'Oscar al Millor Actor Secundari per aquesta actuació. I també en el rol del doctor Friederich Frankenstein en Young Frankenstein fou nominat pel Millor Guió adaptat.
Massa dolç per Quackser Fortune Has a Cousin in the Bronx (1970) i Willy Wonka & the Chocolate Factory (1970), tornà amb Brooks per aparèixer com el pistoler socarrat de Selles de muntar calentes (1974).
En la dècada final dels 70 als 80, apareixeria en quatre pel·lícules al costat de Richard Pryor, en la que seria una de les parelles còmiques interracials més famoses de la història del cinema. Actuaren junts en quatre pel·lícules: Silver Streak (1976), Stir Crazy (1981), See No Evil, Hear No Evil (1989) i Another You (1991). Contràriament al que es pensa, les relacions entre Wilder i Pryor eren més aviat tenses. En realitat, en la seva autobiografia, Wilder comenta que l'addicció a les drogues de Pryor el feien personatge difícil i desagradable. De totes maneres, Wilder reconeix que la química que creà amb Pryor no l'experimentà amb cap altre amb qui hagi treballat.
El 1982, Wilder protagonitzaria Hanky Panky, on coneixeria Gilda Radner amb qui es casaria el 1984. Aquesta relació es va mantenir fins a la mort de l'actriu (a causa d'un càncer d'ovaris), el 1989. La seva mort afectaria en Wilder, que fundaria l'associació Gilda's Club en la seva memòria i junt amb Karen Boyer es convertiria en un dels més grans activistes de la conscienciació del càncer d'ovaris. El 1998, Wilder realitzaria el llibre Gilda's Disease, en el que explicaria les seves experiències junt amb la seva tercera esposa. Un any després, Wilder es retirava del món del cinema per a dedicar-se a les activitats humanitàries.
En 2005, Wilder publicava les seves memòries amb el nom Kiss Me Like A Stranger i el 2007 feia el mateix amb la seva primera novel·la, centrada en la Primera Guerra Mundial, titulada My French Whore.

## Filmografia
- Bonnie and Clyde, en català Bonnie i Clyde (1967)
- The Producers, en català Els productors (1968)
- Start the Revolution Without Me (1969)
- The twins Claude and Philippe (1969)
- Quackser Fortune Has a Cousin in the Bronx, en català El meu cosí del Bronx (1971)
- Willy Wonka & the Chocolate Factory, en català Un món de fantasia (1971)
- Everything You Always Wanted to Know About Sex, en català Tot el que ha volgut saber sempre sobre el sexe, però mai no ha gosat a preguntar (1972)
- The Scarecrow, en català L'espantaocells (1972)
- Rhinoceros (1974)
- Blazing Saddles, en català Selles de muntar calentes (1974)
- The Little Prince (1974)
- Thursday's Game (1974)
- Young Frankenstein, en català El jove Frankenstein (1974)
- The Adventure of Sherlock Holmes' Smarter Brother, en català El germà més llest de Sherlock Holmes (1975)
- Silver Streak (1976)
- The World's Greatest Lover (1977)
- The Frisco Kid, en català El rabí de San Francisco (1979)
- Sunday Lovers (1980)
- Stir Crazy, en català Bojos rematats (1980)
- Hanky Panky, en català Hanky panky (1982)
- The Woman in Red, en català La dona de vermell (1984)
- Haunted Honeymoon, en català Terrorífica lluna de mel (1986)
- See No Evil, Hear No Evil, en català No em cridis que no et veig (1989)
- Funny About Love, en català Funny baby (1990)
- Another You, en català No m'enredis que m'ho crec (1991)
- Murder in a Small Town (1992)
- Alice in Wonderland, en català Alícia al país de les meravelles (1999)
- The Lady in Question